# Riserva naturale Castelvolturno
La riserva naturale statale Castelvolturno è un'area naturale protetta della Campania istituita nel 1977.
Occupa una superficie di 268,14 ettari nella provincia di Caserta.. 
Si estende in una fascia compresa  tra la foce dei Regi Lagni, a nord, e la foce del Lago Patria, a sud. Comprende la ZSC (Zona Speciale di Conservazione) Pineta di Castelvolturno e la ZSC Pineta di Patria.
Negli anni novanta è entrata a far parte della Riserva naturale Foce Volturno - Costa di Licola che ha accorpato diversi territori e riserve con l'obiettivo di garantire in forma coordinata la conservazione e la valorizzazione del patrimonio naturale.
È una parte della foresta che si sviluppava ininterrottamente sul litorale domitio e che nei tempi antichi veniva chiamata Silva Gallinaria.  

## Fauna
Vi è la presenza della testuggine e di numerose specie di uccelli migratori, in particolare passeriformi. Ospita varie specie di insetti tipiche della vegetazione mediterranea: carabidi, odonati e lepidotteri.

## Flora
È il tipico esempio di macchia mediterranea. La flora è rappresentata principalmente da Pino domestico, Pino marittimo, Leccio, Ginepro, Fillirea, Mirto e lianose come Asparago. 
Dopo l'epidemia di cocciniglia tartaruga che ha distrutto molte piante, sono iniziati i lavori di rigenerazione della pineta con la piantumazione di diverse specie arboree, tra cui: pino d’Aleppo, olmo, leccio, pioppio, roverella, lentisco corbezzolo; in modo da diversificare la flora e ridurre il rischio di epidemie da attacchi patogeni.